# Paihia
Paihia ist eine kleine Stadt im Far North District der Region Northland auf der Nordinsel von Neuseeland.

## Geographie
Die Stadt befindet sich rund 55 km nordnordwestlich von Whangārei am Veronica Channel, der hinaus zur Bucht der Bay of Islands führt. 1,5 km nordwestlich des Stadtzentrums von Paihia befindet sich Waitangi, wo 1840 der Treaty of Waitangi unterzeichnet wurde und auf der gegenüberliegenden Seite der Bucht, 3,5 km nordöstlich liegt der kleine Ort Russell, der zwischen 1840 und 1841 die erste Hauptstadt Neuseelands war. Durch Paihia führt der New Zealand State Highway 11, der nach Süden hin die Stadt mit Opua, Kawakawa und den New Zealand State Highway 1 verbindet und nach Westen hin Anschluss an den New Zealand State Highway 10 findet.

## Geschichte
Paihia ist wegen der Nähe zu Waitangi und Russell bekannt. 1823 errichtete der Missionar Samuel Marsden auf Einladung des lokalen Māori-Chiefs Te Koki in Paihia eine Missionsstation und bereits 1829 konnte man von Paihia als Dorf sprechen. Am 29. Januar 1840 kam Leutnant-Gouverneur William Hobson nach Paihia, um wenige Tage später in Waitangi mit zahlreichen Māori-Chiefs den Treaty of Waitangi zu unterzeichnen.
In Paihia wurde u. a. das erste neuseeländische Cricket-Spiel ausgerichtet und die erste Kirche Neuseelands erbaut. Die Kirche wurde am 21. September 1823 eröffnet. Die jetzige Steinkirche, St Paul's Anglican Church, ist die fünfte Kirche an dieser Stelle und wurde 1925 errichtet.

## Bevölkerung
Zum Zensus des Jahres 2013 zählte der Ort 1719 Einwohner, 3,0 % weniger als zur Volkszählung im Jahr 2006.

## Tourismus
Einst ein kleines Fischerdorf, ist Paihia auch aufgrund der Nähe zu Waitangi und Russell heute ein beliebtes Touristenziel.

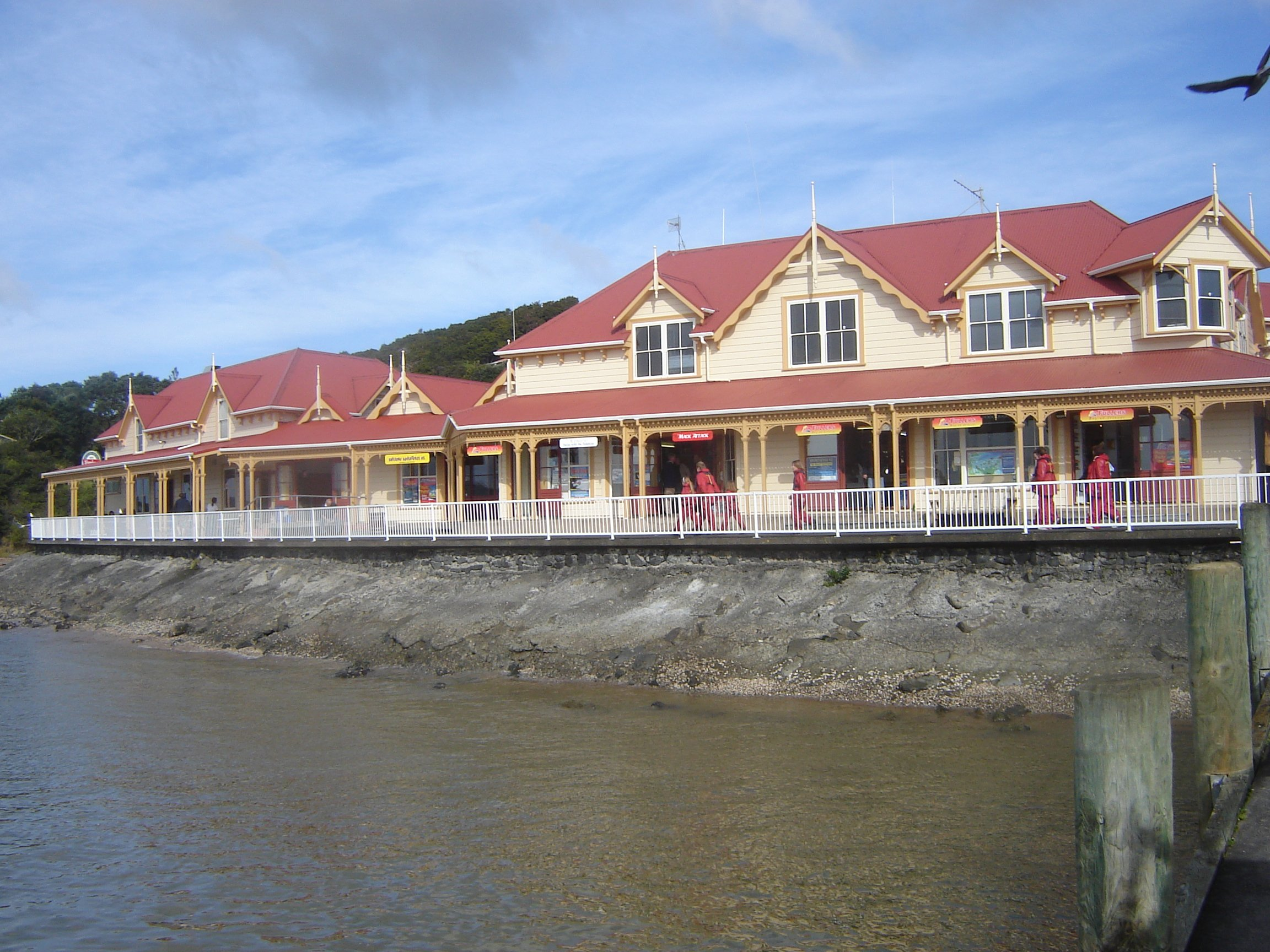
Ufer von Paihia
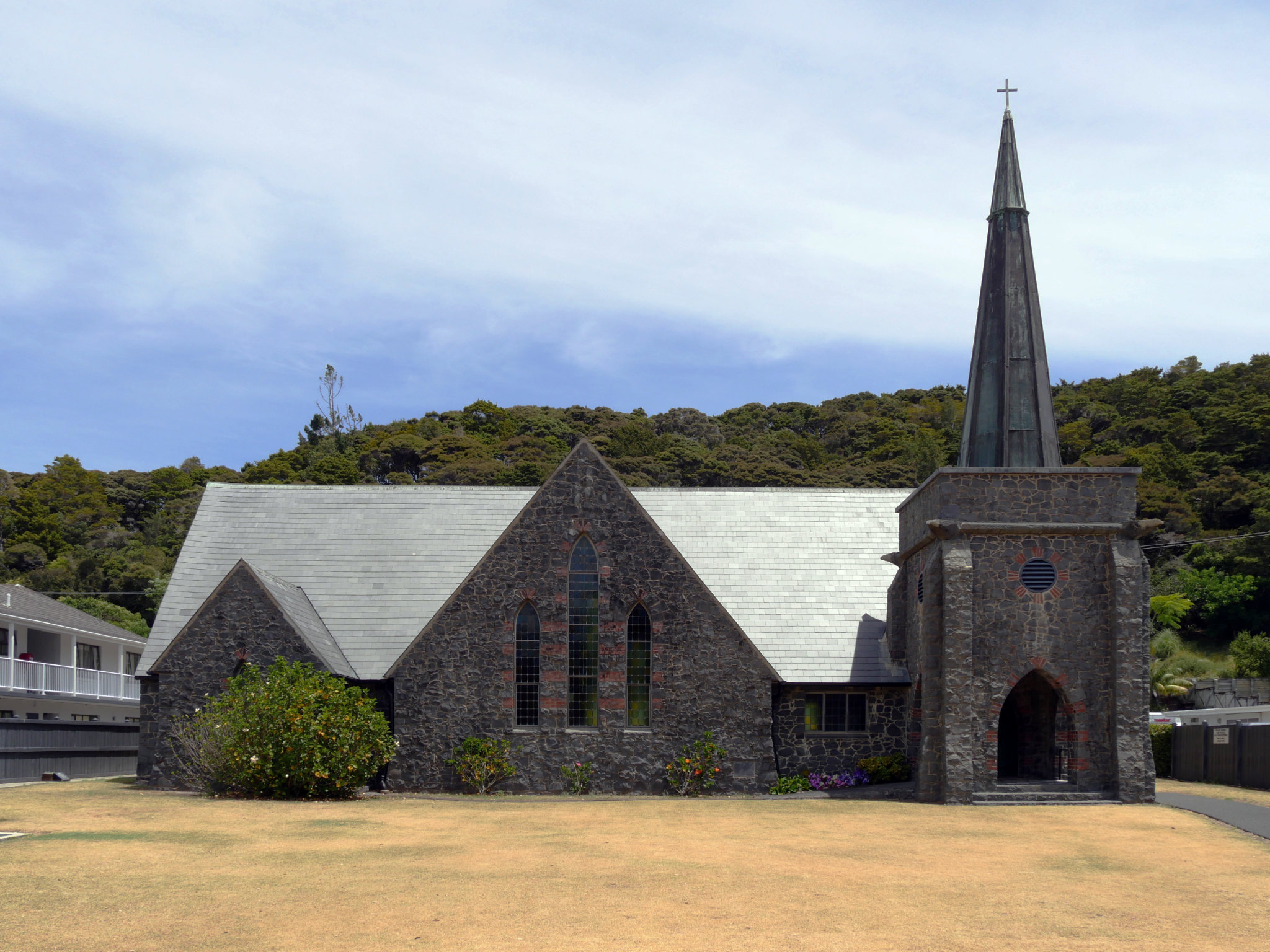
Williams Memorial Church of St Paul (Anglikanische Kirche)
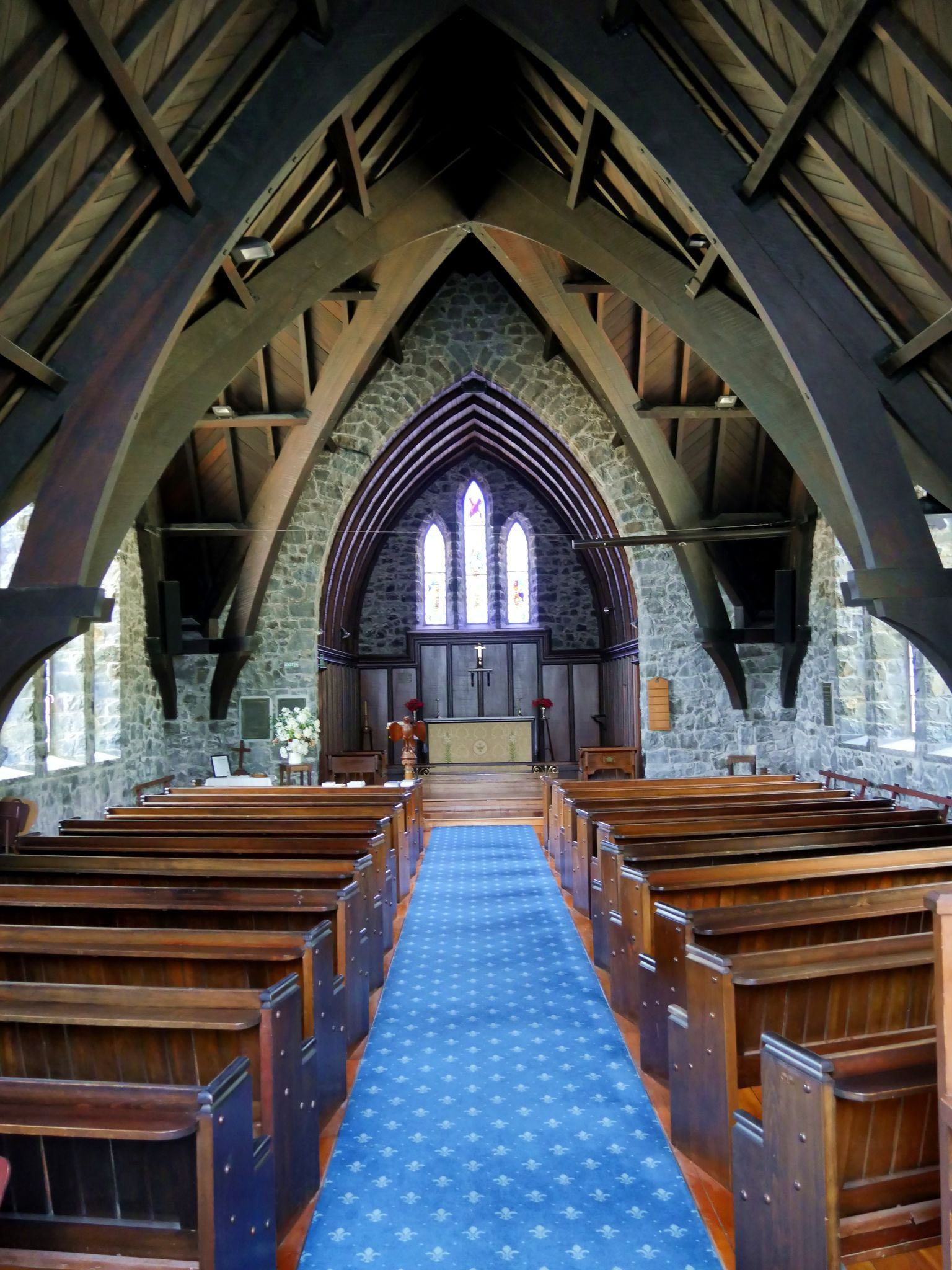
Die Kirche von Innen
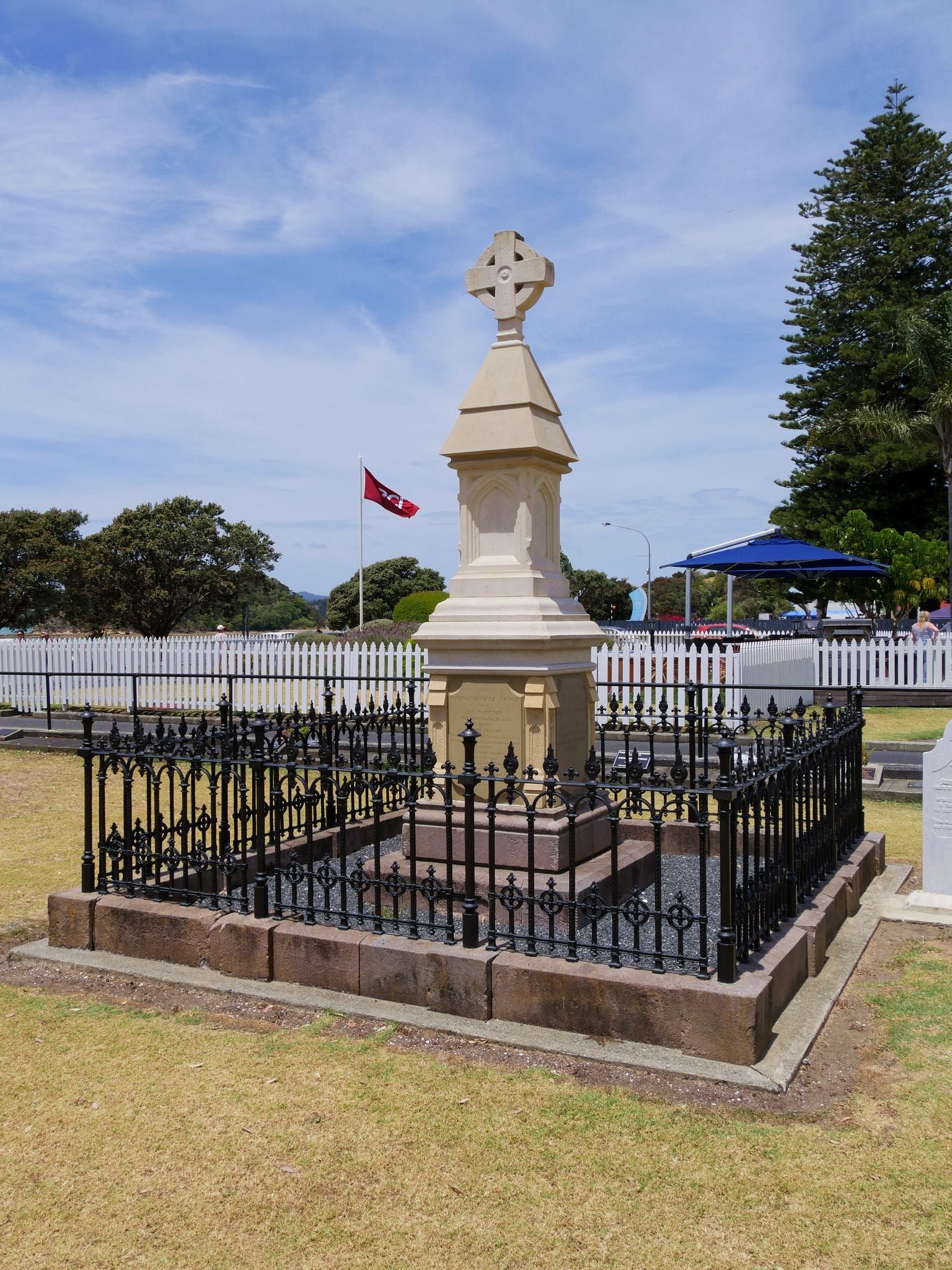
Denkmal zu Ehren des Missionars Henry Williams